# 棚尾站
棚尾站（日语：／ Tanao eki */?）是一座位於愛知縣碧南市棚尾本町5丁目，名古屋鐵道（名鐵）三河線的車站（廢站）。

## 歷史
- 1926年（大正15年）9月1日：隨著大濱港（後來改名為碧南）至神谷（後來改名為松木島）之間的鐵路線（當時名為三河鐵道）開通，此站啟用[1]。
- 1941年（昭和16年）6月1日：三河鐵道合併至名古屋鐵道。成為名古屋鐵道三河線的車站。
- 1965年（昭和40年）1月1日：廢除貨運業務[2]。
- 1966年-1967年（昭和41-42年）：成為無人車站[3]。
- 1990年（平成2年）7月1日：廢除碧南至吉良吉田之間的電氣化設備[4]。開始使用鐵路巴士（KiHa20形（日语：名鉄キハ10形気動車））行走該路段[4]。
- 2004年（平成16年）4月1日：車站被廢除[1]。

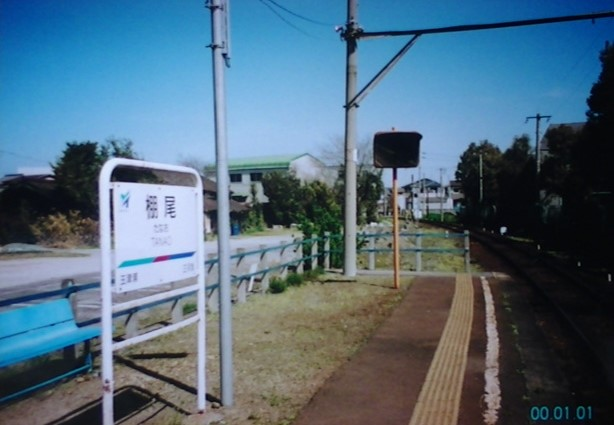
月台（2004年）
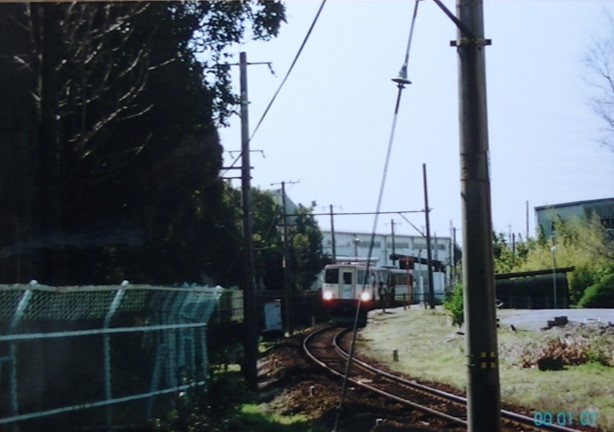
棚尾站（後方）（望向三河旭一方，2004年）。

## 車站構造
車站是一座地面車站。設有1面1線的單式月台。曾經此站設有1面2線的島式月台。

### 配線圖
| ← 碧南方向      | 棚尾站 站內配線略圖 | → 吉良吉田方向 |
| 图例 参考文献： |                     |                |

## 使用狀況
- 在中提及在1992年度，當時1日平均上下車人次為133人，為除岐阜市內線均一車費區間內各站（岐阜市內線、田神線、美濃町線徹明町站至琴塚站之間）外名鐵所有車站（342站）中排名第330，三河線（38站）排名第37[6]。
- 在中提及在2003年度1日平均乘車人次為30人[7]。以下為2003年度前，1日平均乘車人次的列表：

| 年度   | 1日平均 乘車人次 |
| ------ | ---------------- |
| 1998年 | 39               |
| 1999年 | 32               |
| 2000年 | 27               |
| 2001年 | 24               |
| 2002年 | 24               |
| 2003年 | 30               |

## 碧南鐵路公園
車站遺址後來變為「碧南鐵路公園」的一部分，該公園的範圍還有廢線部分路段。在2017年（平成29年）3月30日，「棚尾廣場」落成。
月台遺址變為了舞台和休憩處，而休憩處的外觀模彷紅色車輛。另外也設有照明設置的鐘樓和兒童遊樂設施。使公園具備舉辦戶外活動的條件。

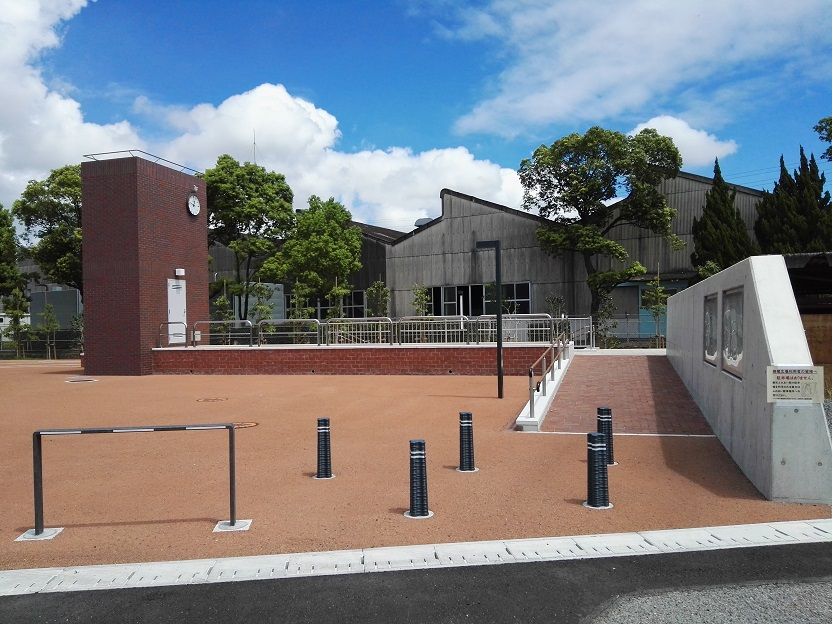
碧南鐵路公園與棚尾站遺址
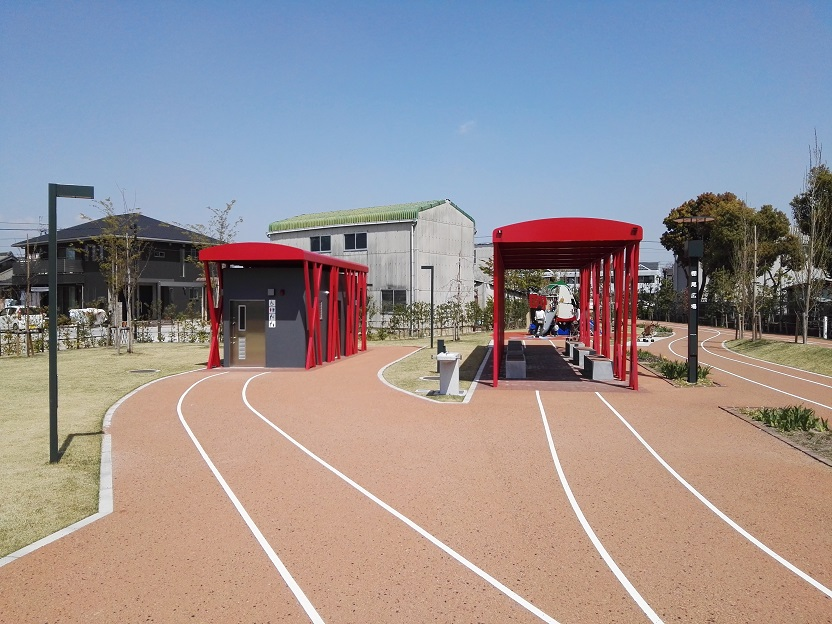
紅色車輛模樣的休憩處與廁所
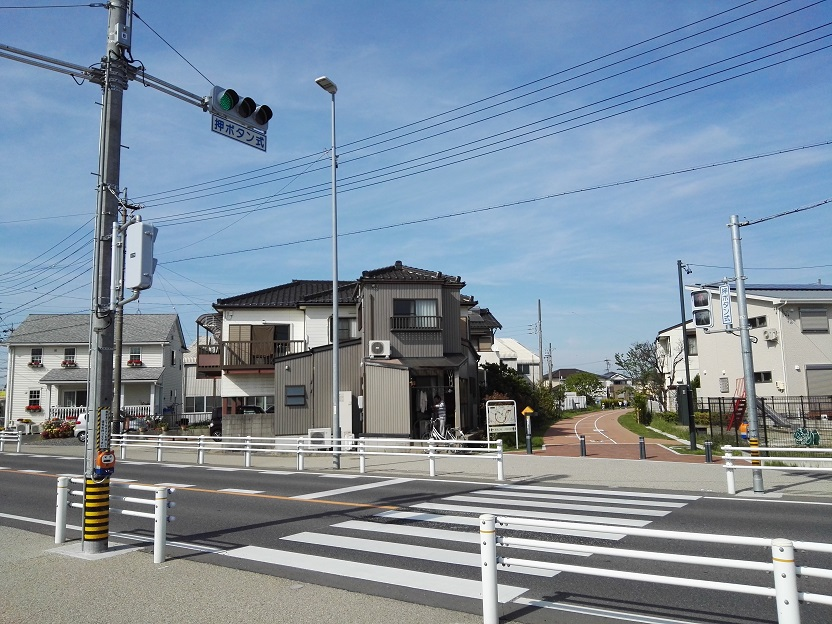
在棚尾站遺址與三河旭站遺址之間有一個行人過路處

## 車站周邊
- 志貴毘沙門天（日语：志貴毘沙門天）、妙福寺（日语：妙福寺 (碧南市)）
- 愛知縣道43號岡崎碧南線（日语：愛知県道43号岡崎碧南線）

## 巴士路線
隨著三河線碧南站至吉良吉田站之間廢除，舊沿線自治體組成的朋友巴士運行協議會，開設替代巴士服務。車站遺址附近設有「毘沙門」和「棚尾橋西」巴士站。另外，車站遺址附近還有Kurukuru巴士「棚尾區民館」巴士站。

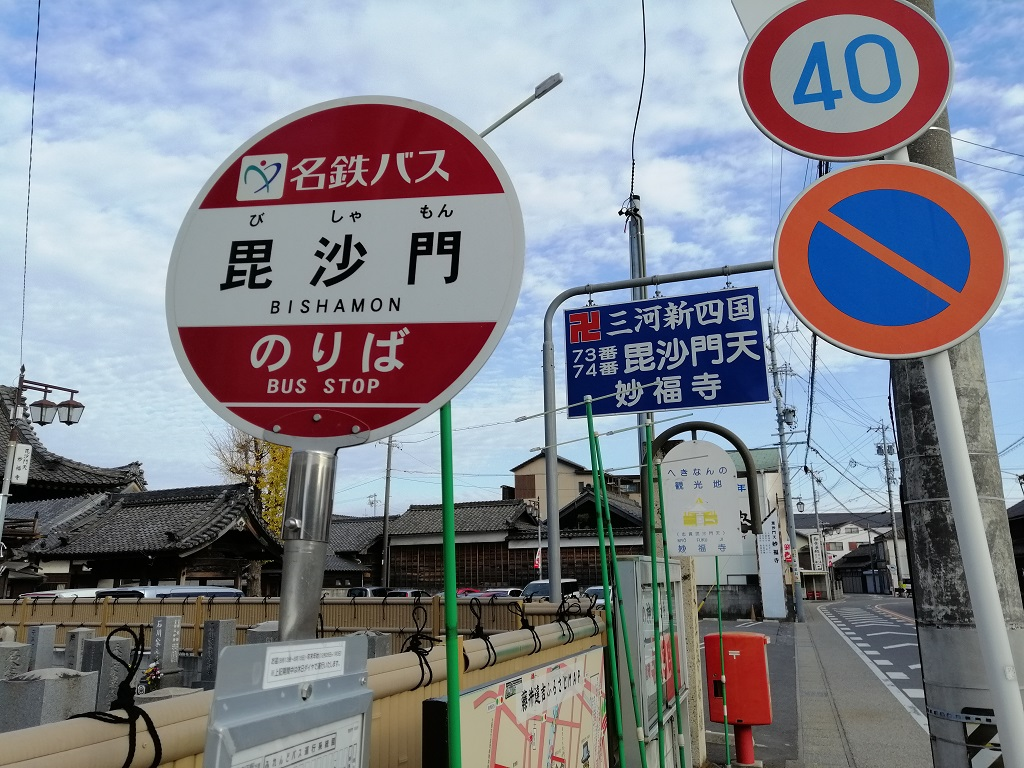
毘沙門巴士站
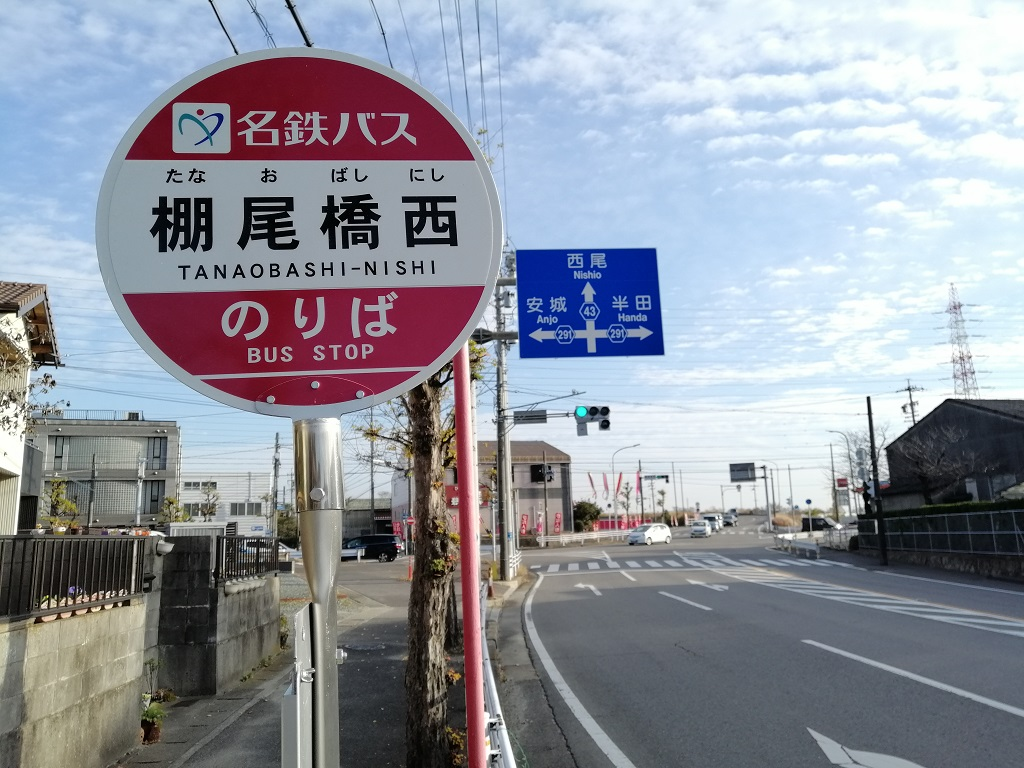
棚尾橋西巴士站

## 相鄰車站
名古屋鐵道
三河線（廢除區間）
玉津浦－棚尾－三河旭

## 注腳
1. 1 2  今尾恵介（監修）.  7 東海. 新潮社. 2008: 45. ISBN 978-4107900258 （日语）.
2. ↑  神谷力（編）. . 郷土文化社. 2000: 102. ISBN 978-4876701292 （日语）.
3. ↑  名古屋鉄道広報宣伝部（編）. . 名古屋鉄道. 1994: 870 （日语）.
4. 1 2  . 交通新聞 (交通新聞社). 1990-06-23: 1 （日语）.
5. ↑  電氣車研究會，《鐵道畫刊》通卷第473號 1986年12月 臨時增刊號 「特集 - 名古屋鐵道」，附圖「名古屋鐵道路線略圖」
6. ↑  名古屋鐵道廣報宣傳部（編）. . 名古屋鐵道. 1994: 651–653.
7. 1 2  平成17年度刊愛知県統計年鑑 第10章　運輸，通信 鉄道（JRを除く私鉄）駅別乗車人員 （页面存档备份，存于）（日語）
8. ↑  平成12年度刊愛知県統計年鑑 第10章　運輸，通信 鉄道（JRを除く私鉄）駅別乗車人員 （页面存档备份，存于）（日語）
9. ↑  平成13年度刊愛知県統計年鑑 第10章　運輸，通信 鉄道（JRを除く私鉄）駅別乗車人員 （页面存档备份，存于）（日語）
10. ↑  平成14年度刊愛知県統計年鑑 第10章　運輸，通信 鉄道（JRを除く私鉄）駅別乗車人員 （页面存档备份，存于）（日語）
11. ↑  平成15年度刊愛知県統計年鑑 第10章　運輸，通信 鉄道（JRを除く私鉄）駅別乗車人員 （页面存档备份，存于）（日語）
12. ↑  平成16年度刊愛知県統計年鑑 第10章　運輸，通信 鉄道（JRを除く私鉄）駅別乗車人員 （页面存档备份，存于）（日語）
13. 1 2  廃線跡散策をバックアップ　碧南レールパーク工事２年目終了 （页面存档备份，存于）（日語） 中日新聞 2017年3月30日